# Antolín del Campo (khu tự quản)
Antolín del Campo là một khu tự quản thuộc bang Nueva Esparta, Venezuela. Thủ phủ của khu tự quản Antolín del Campo đóng tại Plaza Paraguachi. Khự tự quản Antolín del Campo có diện tích 66 km2, dân số theo điều tra dân số ngày 21 tháng 10 năm 2001 là 20325 người.